# Orahova (gmina Gradiška)
Orahova (cyr. Орахова) – wieś w Bośni i Hercegowinie, w Republice Serbskiej, w gminie Gradiška. W 2013 roku liczyła 1185 mieszkańców.